# I. e. 175
Évszázadok: i. e. 3. század – i. e. 2. század – i. e. 1. század
Évtizedek: i. e. 220-as évek – i. e. 210-es évek – i. e. 200-as évek – i. e. 190-es évek – i. e. 180-as évek – i. e. 170-es évek – i. e. 160-as évek – i. e. 150-es évek – i. e. 140-es évek – i. e. 130-as évek – i. e. 120-as évek
Évek: i. e. 180 – i. e. 179 – i. e. 178 – i. e. 177 –  i. e. 176 – i. e. 175 – i. e. 174 – i. e. 173 – i. e. 172 – i. e. 171 – i. e. 170

## Események

### Hellenisztikus birodalmak
- IV. Szeleukosz, a szeleukida birodalom uralkodója Rómába küldi fiát, Démétrioszt, hogy kiváltsa vele az ott túszként tartott öccsét, Antiokhoszt. Szeleukosz utasítja főminiszterét, Heliodóroszt, hogy kobozza el a zsidók jeruzsálemi templomának kincseit, mert a rómaiaknak fizetendő hadisarc kiürítette a kincstárat. III. Oniás főpap megtagadja a kincsek átadását. Heliodórosz ezt követően megmérgezi a királyt, hogy kiskorú kisebbik fia (akit szintén Antiokhosznak hívtak) nevében kormányozzon. A nagybácsi Antiokhosz visszatér Szíriába, a pergamoni II. Eumenész segítségével elfogja és kivégezteti Heliodóroszt és unokaöccsével névleg közösen uralkodik.
- IV. Antiokhosz Timarkhoszt nevezi ki Média kormányzójává, hogy szervezze meg az egyre nagyobb fenyegetést jelentő pártusok elleni védelmet. Timarkhosz fivére, Hérakleidész királyi kincstárnok lesz.
- IV. Antiokhosz leváltja III. Oniás főpapot és annak öccsét, Iaszónt (Jesuát) nevezi ki a helyére. Iaszón elkezdi Jeruzsálem hellenizálását, gümnasziont építtet és egy Antiokheia nevű görög városrészt.
- A szeleukidák válságát kihasználva VI. Ptolemaiosz egyiptomi fáraó visszaköveteli Palesztinát, Föníciát és Dél-Szíriát, amelyet még III. Antiokhosz hódított el Egyiptomtól. Mindkét fél Rómától kér segítséget, de a szenátus nem kíván belebonyolódni a vitába.

### Róma
- Publius Mucius Scaevolát és Marcus Aemilius Lepidust választják consulnak. M. Aemiliust a patavumiak lázadása miatt Venetiába küldik, de a nyugtalanság érkeztére lecsillapodik.
- Járvány dúl Rómában, a betegségbe több főpap is belehal.

## Halálozások
- IV. Szeleukosz Philopatór, szeleukida király

## Fordítás
- Ez a szócikk részben vagy egészben  a(z)   175 av. J.-C. című francia Wikipédia-szócikk ezen változatának fordításán alapul.  Az eredeti cikk szerkesztőit annak laptörténete sorolja fel. Ez a jelzés csupán a megfogalmazás eredetét és a szerzői jogokat jelzi, nem szolgál a cikkben szereplő információk forrásmegjelöléseként.